# Notiomaso striatus
Notiomaso striatus là một loài nhện trong họ Linyphiidae.
Loài này thuộc chi Notiomaso. Notiomaso striatus được miêu tả năm 1983 bởi Usher.